# Eduardo Sampson
Eduardo Sampson (* 1932; † 2006) war ein uruguayischer Politiker und Ingenieur.
Vom 1. September 1976 bis 7. Mai 1982 leitete er das Ministerium für Verkehr und öffentliche Bauten. Andere Quellen geben für das Ende seiner Amtszeit den 31. August 1981 an. Seine Amtsausübung fiel damit in die Phase der zivil-militärischen Diktatur in Uruguay, die 1973 bis 1985 im Land vorherrschte.